# جيمس بارون (صحفي)
جيمس بارون (بالإنجليزية: James Barron)‏ هو صحفي أمريكي، ولد في 25 ديسمبر 1955.